# Tamași (gmina)
Tamași – gmina w Rumunii, w okręgu Bacău. Obejmuje miejscowości Chetriș, Furnicari i Tamași. W 2011 roku liczyła 2738 mieszkańców.